# Die Ehe der Luise Rohrbach
Die Ehe der Luise Rohrbach ist ein deutsches Stummfilmmelodram aus dem Winter 1916/17 von Rudolf Biebrach. In den Hauptrollen spielen Henny Porten und Emil Jannings ein Ehepaar.

## Handlung
Die Lehrerin Luise Taden war eigentlich gewarnt, als sie sich anschickte, ihren Verlobten, den Fabrikanten Wilhelm Rohrbach, zu heiraten. Denn er wurde unlängst zu drei Tagen Haft verurteilt, nachdem er einen seiner Arbeiter geschlagen hatte. Am Hochzeitstag der beiden kommt es schließlich zur Katastrophe: Als Luise vor einem Juwelierladen von einem fremden Mann angegangen wird, bricht Rohrbachs brutales Wesen seine Bahn – er schlägt den fremden Mann zu Tode. Für diesen Übergriff verurteilt ihn ein Gericht zu drei Jahren Gefängnis wegen Totschlags. 
Trotz sich abzeichnender starker Entfremdung ihrem Neu-Gatten gegenüber setzt sich Luise Rohrbach für ihn ein und kann im Zusammenspiel mit seinem Rechtsanwalt Rüting bei der Wiederaufnahme des Falles eine Strafreduzierung auf zehn Monate erwirken. Luises Abneigung Wilhelm gegenüber ist jedoch stark und steigt ins Grenzenlose, als er sie nach seiner Entlassung in ihrer Wohnung aufsucht. Hier versucht er, sie mit Gewalt zu nehmen, nachdem sie sich ihm verweigert hat. 
Rohrbach sinnt auf Rache und versucht, ihr das gemeinsame Kind wegzunehmen. Bald sieht Luise Rohrbach nur noch einen Weg, den ungeliebten Gatten loszuwerden: Sie behauptet, dass das Kind nicht von ihm sei, sondern das Ergebnis eines Seitensprungs. Dadurch wird sie zur Ehebrecherin und deswegen vor Gericht verurteilt. Nach Verbüßung einer kurzen Strafe von drei Tagen und der vollzogenen Scheidung von Rohrbach wird sie die Ehefrau von Anwalt Rüting.

## Produktionsnotizen
Die Ehe der Luise Rohrbach entstand im Dezember 1916 und Januar 1917 im Messter-Film-Atelier in der Blücherstraße 32. Der vieraktige Film wurde am 2. Februar 1917 im Mozartsaal in Berlin erstmals aufgeführt.
Ludwig Kainer entwarf die Filmbauten.

## Kritiken
Bei Oskar Kalbus ist über Henny Portens Leistung zu lesen: „Man darf nicht vergessen, daß die Porten nicht von der Sprechbühne kam und daher neben den großen Bühnenkünstlern ihrer Zeit im Grunde einen schweren Stand hatte. Selbst eine Schauspielschule hat sie nie besucht. Dennoch hielt sie sich tapfer, und wir vom Fach werden nie vergessen, wie sie 1916 in einem der ersten Janningsfilme Die Ehe der Luise Rohrbach von der unerhört mimischen Kraft und Kunst von Jannings nicht erdrückt wurde, sondern eine große, tragische Gegenspielerin war.“
In Beyond Caligari: The Films of Robert Wiene heißt es zu Robert Wienes Manuskript: „Wienes Drehbuch benutzt bei der Konstruktion des Plots die klassische Dreiecksgeschichte mit einer kultivierten, sensiblen Frau, einem brutalen, gefühllosen Ehemann und einem zivilisierten Gentleman, der als Strafverteidiger beide vor Gericht verteidigt und ein hingebungsvoller, liebender Mann ist. Eines von Wienes Lieblingsthemen, das Justizsystem, wird hier in dreifacher Weise ausgebreitet: in dynamischen Szenen vor Gericht, im Gefängnis und in den Büros der Anwälte. Jedenfalls erfährt das Rechtssystem wenig Lob. Luise Rohrbach erreicht ihre Freiheit von ihrem Ehemann eher trotz anstatt wegen fehlerhafter Rechtsentscheidungen, wird dann mit ihrem Kind wieder zusammengeführt und heiratet einen besseren Mann.“